# District de Bitche
1790–1795
Entités précédentes :
- Bailliage de Bitche
- Bailliage de Sarreguemines
- Bailliage de Lixheim (Montbronn)
- Comté de Hanau-Lichtenberg
- Comté de Sarrewerden

Entités suivantes :
- Arrondissement de Sarreguemines
- District de Sarre-Union

Le district de Bitche est une ancienne division territoriale française du département de la Moselle de 1790 à 1795.

## Histoire
À la suite de la Révolution française, les anciens bailliages de Lorraine sont supprimés. Bitche est alors érigée en chef-lieu d'un district composé des cantons de Bitche, Bouquenom, Breidenbach, Lemberg, Rorbach et Volmunster.
Le comté de Sarrewerden est rattaché à la France le 14 février 1793 ; Un arrêté décide la création provisoire d'un canton de Diemeringen administré par le district.
Le 23 novembre 1793, Neusaarwerden est érigée en chef-lieu d'un district du Bas-Rhin ; les villes de Bouquenom et Sarrewerden ainsi que le canton de Diemeringen y sont alors incorporés ; le reste du canton de Bouquenom (Kalhausen, Rahling, Schmittviller et Weidesheim) est englobé dans celui de Rorbach.
Au même moment, le canton de Breidenbach est agrandi par Erlenbrunn, Eppenbrunn, Hilst, Kröppen, Ludwigswinkel, Niedersimten, Obersimten, Obersteinbach, Petersbächel, Schweix et Trulben et celui de Bitche par Bærenthal et Philippsbourg, tous issus du comté de Hanau-Lichtenberg et qui viennent d'être réunis à la France.
Le 26 floréals de l'an II, Mathieu Blass, administrateur du district est guillotiné sur décision du tribunal révolutionnaire.

## Composition en 1793

### Canton de Bitche

Situation du canton de Bitche au sein de son district en 1790.

| Nom en 1793   | Nom actuel    | Population (1793) | Population (2014) |
| ------------- | ------------- | ----------------- | ----------------- |
| Baerenthal    | Baerenthal    | 384               | 779               |
| Bitche        | Bitche        | 2 480             | 5 183             |
| Eguelshard    | Éguelshardt   | 248               | 440               |
| Hanweiller    | Hanviller     | 391               | 217               |
| Haspelschille | Haspelschiedt | 511               | 289               |
| Philipsbourg  | Philippsbourg | 293               | 630               |
| Reyersweiller | Reyersviller  | 388               | 367               |
| Roppeweiller  | Roppeviller   | 320               | 116               |
| Schorbach     | Schorbach     | 888               | 542               |
| Sturzelbronne | Sturzelbronn  | 181               | 179               |
| Total         | Total         | 6 084             | 8 742             |

### Canton de Bouquenom
| Nom en 1793     | Nom actuel    | Population (1793) | Population (2014) |
| --------------- | ------------- | ----------------- | ----------------- |
| Bouquenom       | Sarre-Union   | 2 189             | 2 948             |
| Kalhausen       | Kalhausen     | 510               | 850               |
| Rahling         | Rahling       | 907               | 788               |
| Schmittweiler   | Schmittviller | 190               | 339               |
| Vieux Sarverden | Sarrewerden   | 388               | 880               |
| Weidesheim      | Weidesheim    | 119               | Kalhausen         |
| Total           | Total         | 4 303             | 5 805             |

### Canton de Breidenbach

Situation au sein du district en 1790.

| Nom en 1793   | Nom actuel    | Population (1793) | Population (2014)  |
| ------------- | ------------- | ----------------- | ------------------ |
| Bousseweiller | Bousseviller  | 559               | 136                |
| Breidenbach   | Breidenbach   | 474               | 339                |
|               | Eppenbrunn    | 436               | 1 345              |
|               | Erlenbrunn    | 152               | Pirmasens          |
| Hiltsch       | Hilst         | 176               | 335                |
|               | Kröppen       | 394               | 694                |
| Lengelsheim   | Lengelsheim   | 516               | 242                |
| Liederschille | Liederschiedt | 388               | 131                |
|               | Ludwigswinkel | 295               | 784                |
| Lutzeweiller  | Loutzviller   | 154               | 147                |
|               | Niedersimten  | 130               | Pirmasens          |
|               | Obersimten    | 122               | 613                |
| Obersteinbach | Obersteinbach | 370               | 233                |
| Ohrend'al     | Ohrenthal     | 63                | Rolbing            |
| Olsberg       | Olsberg       | 162               | Breidenbach        |
| Opperding     | Opperding     | 105               | Rolbing            |
|               | Petersbächel  | 144               | Fischbach bei Dahn |
| Rolbing       | Rolbing       | 176               | 259                |
| Schveyen      | Schweyen      | 357               | 321                |
|               | Schweix       | 223               | 322                |
|               | Trulben       | 214               | 1 194              |
| Waldhasen     | Waldhouse     | 322               | 395                |
| Walsbronne    | Walschbronn   | 649               | 496                |
| Total         | Total         | 6 581             | 10 133             |

### Canton de Diemeringen
| Nom en 1793  | Nom actuel   | Population (1793) | Population (2014) |
| ------------ | ------------ | ----------------- | ----------------- |
| Butten       | Butten       | 630               | 675               |
| Dehlingen    | Dehlingen    | 478               | 363               |
| Diemeringen  | Diemeringen  | 715               | 1 639             |
| Domfessel    | Domfessel    | 256               | 309               |
| Fellerdingen | Vœllerdingen | 404               | 392               |
| Lorenzen     | Lorentzen    | 386               | 220               |
| Razveiller   | Ratzwiller   | 220               | 254               |
| Rimsdorff    | Rimsdorf     | 216               | 316               |
| Total        | Total        | 3 305             | 4 168             |

### Canton de Lemberg

Situation au sein du district en 1790.

| Nom en 1793  | Nom actuel   | Population (1793) | Population (2014) |
| ------------ | ------------ | ----------------- | ----------------- |
| Althorn      | Althorn      | 167               | Gœtzenbruck       |
| Enchenberg   | Enchenberg   | 615               | 1 277             |
| Goetzenbruck | Gœtzenbruck  | 215               | 1 595             |
| Holbach      | Holbach      | 282               | Siersthal         |
| Lambach      | Lambach      | 475               | 517               |
| Lemberg      | Lemberg      | 1 429             | 1 474             |
| Meisendal    | Meisenthal   | 290               | 700               |
| Monbronne    | Montbronn    | 960               | 1 648             |
| Mouderhausen | Mouterhouse  | 419               | 293               |
| Muntzthal    | Saint-Louis  | Lemberg           | 505               |
| Sarrheimberg | Sarreinsberg | 262               | Gœtzenbruck       |
| Siersthal    | Siersthal    | 368               | 660               |
| Soucht       | Soucht       | 620               | 1 070             |
| Total        | Total        | 6 102             | 9 739             |

### Canton de Rorbach

Situation au sein du district en 1790.

| Nom en 1793      | Nom actuel       | Population (1793) | Population (2014) |
| ---------------- | ---------------- | ----------------- | ----------------- |
| Achen            | Achen            | 720               | 999               |
| Betheveiller     | Bettviller       | 378               | 840               |
| Bining           | Bining           | 869               | 1 152             |
| Eting            | Etting           | 356               | 775               |
| Gros Rederching  | Gros-Réderching  | 751               | 1 319             |
| Guising          | Guising          | 256               | Bettviller        |
| Helling          | Hoelling         | 260               | Bettviller        |
| Petit Rederching | Petit-Réderching | 586               | 1 513             |
| Rorbach          | Rohrbach         | 634               | 2 152             |
| Singling         | Singling         | 231               | Gros-Réderching   |
| Total            | Total            | 5 041             | 8 750             |

### Canton de Volmunster

Situation au sein du district en 1790.

| Nom en 1793   | Nom actuel   | Population (1793) | Population (2014) |
| ------------- | ------------ | ----------------- | ----------------- |
| Dollenbach    | Dollenbach   | 64                | Nousseviller      |
| Eching        | Erching      | 404               | 404               |
| Epping        | Epping       | 264               | 563               |
| Escheweiller  | Eschviller   | 221               | Volmunster        |
| Hottweiller   | Hottviller   | 685               | 549               |
| Nousseweiller | Nousseviller | 139               | 142               |
| Obergailbach  | Obergailbach | 510               | 328               |
| Ormersweiller | Ormersviller | 388               | 406               |
| Rimling       | Rimling      | 808               | 597               |
| Uhrbach       | Urbach       | 256               | Epping            |
| Volmunster    | Volmunster   | 559               | 820               |
| Weiskirch     | Weiskirch    | 236               | Volmunster        |
| Total         | Total        | 4 534             | 3 809             |